# 임성미
임성미(1986년 8월 8일 ~ )는 대한민국의 배우이다.

## 학력
- 한국예술종합학교 연극원 연기과 학사

## 출연 작품

### 영화
- 《미드나이트》 (2021년) - 공단녀 역
- 《파이터》 (2021년) - 진아 역
- 《추석 연휴 쉽니다》 (2020년) - 이영 역
- 《판소리 복서》 (2019년) - 의사 / 인터뷰어 역
- 《히치하이크》 (2019년) - 강화응급실 간호사 역
- 《그 새끼를 죽였어야 했는데》 (2018년)
- 《각자의 미식》 (2018년) - 성미 역
- 《너와 극장에서》 (2018년) - 모더레이터 역
- 《연애담》 (2016년) - 영은 역
- 《연애다큐》 (2015년) - 이하나 역
- 《돌연변이》 (2015년) - 전고운 비서 역
- 《오늘영화》 (2015년) - 이하나 역
- 《12번째 보조사제》 (2014년) - 영신 역
- 《잔학기》 (2013년) - 여자 역
- 《더도 말고 덜도 말고》 (2013년) - 박효진 역
- 《잘 되길 바라》 (2010년) - 연주2010년
- 《소나무》 (2010년)
- 《마더》 (2009년) - 흉터 친구 역
- 《복자》 (2008년)

### 드라마
- 《트리거》 (2025년, Disney+) - 김지윤 역
- 《이상한 변호사 우영우》 (2022년, ENA) - 이순영 역
- 《선배 그 립스틱 바르지 마요》 (2021년, JTBC)
- 《날아라 개천용》 (2020년, SBS)
- 《스타트업》 (2020년, tvN)
- 《사랑의 불시착》 (2019년, tvN) - 금순 역
- 《동백꽃 필 무렵》 (2019년, KBS2)
- 《프로듀사》 (2015년, KBS2)

### 연극
- 《사이》
- 《아버지의 집》
- 《헤다 가블러》
- 《철로》
- 《햄릿》
- 《마라, 사드》

## 수상
- 2020년 제25회 부산국제영화제 올해의 배우상